# مدار ۱۸ درجه جنوبی
مدار ۱۸ درجه جنوبی، دایره‌ای از عرض جغرافیایی است که در ۱۸ درجهٔ جنوبی خط استوا  قرار دارد.

## گذر از مناطق
از نصف‌النهار مبدأ شروع می‌شود و به سمت مشرق ۱۸ درجه جنوبی از موارد زیر گذر می‌کند:
| مختصات‌ها                                             | کشور، قلمرو یا دریا | توضیحات |
| ---------------------------------------------------- | ------------------- | --- |
| ۱۸°۰′ جنوبی ۰°۰′ شرقی / ۱۸٫۰۰۰°جنوبی ۰٫۰۰۰°شرقی      | اقیانوس اطلس        | |
| ۱۸°۰′ جنوبی ۱۱°۴۹′ شرقی / ۱۸٫۰۰۰°جنوبی ۱۱٫۸۱۷°شرقی   | نامیبیا             | |
| ۱۸°۰′ جنوبی ۲۰°۴۱′ شرقی / ۱۸٫۰۰۰°جنوبی ۲۰٫۶۸۳°شرقی   | آنگولا              | |
| ۱۸°۰′ جنوبی ۲۰°۵۳′ شرقی / ۱۸٫۰۰۰°جنوبی ۲۰٫۸۸۳°شرقی   | نامیبیا             | Caprivi Strip |
| ۱۸°۰′ جنوبی ۲۱°۲۲′ شرقی / ۱۸٫۰۰۰°جنوبی ۲۱٫۳۶۷°شرقی   | آنگولا              | |
| ۱۸°۰′ جنوبی ۲۱°۳۴′ شرقی / ۱۸٫۰۰۰°جنوبی ۲۱٫۵۶۷°شرقی   | نامیبیا             | Caprivi Strip |
| ۱۸°۰′ جنوبی ۲۴°۱۸′ شرقی / ۱۸٫۰۰۰°جنوبی ۲۴٫۳۰۰°شرقی   | بوتسوانا            | |
| ۱۸°۰′ جنوبی ۲۴°۲۸′ شرقی / ۱۸٫۰۰۰°جنوبی ۲۴٫۴۶۷°شرقی   | نامیبیا             | Caprivi Strip |
| ۱۸°۰′ جنوبی ۲۴°۳۷′ شرقی / ۱۸٫۰۰۰°جنوبی ۲۴٫۶۱۷°شرقی   | بوتسوانا            | |
| ۱۸°۰′ جنوبی ۲۵°۱۶′ شرقی / ۱۸٫۰۰۰°جنوبی ۲۵٫۲۶۷°شرقی   | زیمبابوه            | |
| ۱۸°۰′ جنوبی ۲۵°۵۷′ شرقی / ۱۸٫۰۰۰°جنوبی ۲۵٫۹۵۰°شرقی   | زامبیا              | For about 3km |
| ۱۸°۰′ جنوبی ۲۵°۵۹′ شرقی / ۱۸٫۰۰۰°جنوبی ۲۵٫۹۸۳°شرقی   | زیمبابوه            | |
| ۱۸°۰′ جنوبی ۲۶°۳۴′ شرقی / ۱۸٫۰۰۰°جنوبی ۲۶٫۵۶۷°شرقی   | زامبیا              | |
| ۱۸°۰′ جنوبی ۲۶°۴۹′ شرقی / ۱۸٫۰۰۰°جنوبی ۲۶٫۸۱۷°شرقی   | زیمبابوه            | Passing just south of هراره |
| ۱۸°۰′ جنوبی ۳۲°۵۷′ شرقی / ۱۸٫۰۰۰°جنوبی ۳۲٫۹۵۰°شرقی   | موزامبیک            | |
| ۱۸°۰′ جنوبی ۳۷°۰′ شرقی / ۱۸٫۰۰۰°جنوبی ۳۷٫۰۰۰°شرقی    | اقیانوس هند         | کانال موزامبیک |
| ۱۸°۰′ جنوبی ۴۴°۱′ شرقی / ۱۸٫۰۰۰°جنوبی ۴۴٫۰۱۷°شرقی    | ماداگاسکار          | |
| ۱۸°۰′ جنوبی ۴۹°۲۵′ شرقی / ۱۸٫۰۰۰°جنوبی ۴۹٫۴۱۷°شرقی   | اقیانوس هند         | |
| ۱۸°۰′ جنوبی ۱۲۲°۱۱′ شرقی / ۱۸٫۰۰۰°جنوبی ۱۲۲٫۱۸۳°شرقی | استرالیا            | استرالیای غربی |
| ۱۸°۰′ جنوبی ۱۲۲°۱۲′ شرقی / ۱۸٫۰۰۰°جنوبی ۱۲۲٫۲۰۰°شرقی | اقیانوس هند         | Roebuck Bay |
| ۱۸°۰′ جنوبی ۱۲۲°۲۲′ شرقی / ۱۸٫۰۰۰°جنوبی ۱۲۲٫۳۶۷°شرقی | استرالیا            | استرالیای غربی قلمرو شمالی (استرالیا) کوئینزلند |
| ۱۸°۰′ جنوبی ۱۴۶°۴′ شرقی / ۱۸٫۰۰۰°جنوبی ۱۴۶٫۰۶۷°شرقی  | دریای کورال         | Passing through استرالیا's Coral Sea Islands Territory · Passing just south of Efate island, وانواتو |
| ۱۸°۰′ جنوبی ۱۶۸°۴۲′ شرقی / ۱۸٫۰۰۰°جنوبی ۱۶۸٫۷۰۰°شرقی | اقیانوس آرام        | |
| ۱۸°۰′ جنوبی ۱۷۷°۱۶′ شرقی / ۱۸٫۰۰۰°جنوبی ۱۷۷٫۲۶۷°شرقی | فیجی                | Island of ویتی لوو |
| ۱۸°۰′ جنوبی ۱۷۸°۳۸′ شرقی / ۱۸٫۰۰۰°جنوبی ۱۷۸٫۶۳۳°شرقی | اقیانوس آرام        | دریای کورو |
| ۱۸°۰′ جنوبی ۱۷۹°۱۴′ شرقی / ۱۸٫۰۰۰°جنوبی ۱۷۹٫۲۳۳°شرقی | فیجی                | Island of Gau |
| ۱۸°۰′ جنوبی ۱۷۹°۲۱′ شرقی / ۱۸٫۰۰۰°جنوبی ۱۷۹٫۳۵۰°شرقی | اقیانوس آرام        | دریای کورو |
| ۱۸°۰′ جنوبی ۱۷۹°۳′ غربی / ۱۸٫۰۰۰°جنوبی ۱۷۹٫۰۵۰°غربی  | فیجی                | Island of Nayau |
| ۱۸°۰′ جنوبی ۱۷۹°۲′ غربی / ۱۸٫۰۰۰°جنوبی ۱۷۹٫۰۳۳°غربی  | اقیانوس آرام        | Passing just north of Fonualei, تونگا · Passing just north of Palmerston Island, جزایر کوک · Passing just south of the islands of تاهیتی, Mehetia and Reitoru, پلی‌نزی فرانسه                                         |
| ۱۸°۰′ جنوبی ۱۴۲°۱۸′ غربی / ۱۸٫۰۰۰°جنوبی ۱۴۲٫۳۰۰°غربی | پلی‌نزی فرانسه       | Marokau atoll |
| ۱۸°۰′ جنوبی ۱۴۲°۱۱′ غربی / ۱۸٫۰۰۰°جنوبی ۱۴۲٫۱۸۳°غربی | اقیانوس آرام        | Passing between the atolls of Hao and Amanu, پلی‌نزی فرانسه |
| ۱۸°۰′ جنوبی ۷۰°۵۳′ غربی / ۱۸٫۰۰۰°جنوبی ۷۰٫۸۸۳°غربی   | پرو                 | |
| ۱۸°۰′ جنوبی ۶۹°۴۵′ غربی / ۱۸٫۰۰۰°جنوبی ۶۹٫۷۵۰°غربی   | شیلی                | |
| ۱۸°۰′ جنوبی ۶۹°۹′ غربی / ۱۸٫۰۰۰°جنوبی ۶۹٫۱۵۰°غربی    | بولیوی              | |
| ۱۸°۰′ جنوبی ۵۷°۳۸′ غربی / ۱۸٫۰۰۰°جنوبی ۵۷٫۶۳۳°غربی   | برزیل               | ماتوگروسو جنوبی ماتو گروسو - for about 11km Mato Grosso do Sul - for about 9km Mato Grosso - for about 16km Mato Grosso do Sul - for about 22km Mato Grosso - for about 18km گوییاس میناس گرایس اسپیریتو سانتو باهیا |
| ۱۸°۰′ جنوبی ۳۹°۲۹′ غربی / ۱۸٫۰۰۰°جنوبی ۳۹٫۴۸۳°غربی   | اقیانوس اطلس        | |